# Хейродендрон трёхпестичный
Хейродендрон трёхпестичный (лат. Cheirodendron trigynum) — дерево семейства Аралиевые (Araliaceae), вид рода Хейродендрон. Гавайское название — олапа (гав. ʻŌlapa).

## Распространение
Хейродендрон трёхпестичный произрастает во влажных и с умеренной влажностью лесах, на высоте примерно в 310—2190 м. Являясь эндемиком Гавайских островов, встречается на всех главных островах архипелага за исключением острова Кахоолаве. Часто в изобилии встречается во влажных местах в качестве эпифитного дерева нижнего яруса.

## Биологическое описание
Хейродендрон трёхпестичный — ароматическое вечнозелёное дерево высотой 12—15 м и диаметром ствола в 0,6 м.
Листья дерева супротивно-пальчатые с 3—5 (максимальное количество — 7) зазубренными листочками эллиптической или овальной формы. Длина листьев составляет 10—20 см. Центральный листочек наиболее крупный. Цвет светло-зелёный. Черешок тонкий, зелёного, пурпурного или коричневатого цвета длиной 5—10 см. У основания он слегка приплюснут, расширен и охватывает стебель. Кора серого цвета, гладкая и иногда шероховатая. Луб зеленовато-белый, с ароматным запахом. У узла побеги плотные, увеличенные, зелёного или пурпурного цвета. На кончике побеги ломкие, коричневатого цвета.
Соцветие ботрическое, размером 7,5—15 см. Размеры цветка — 5—7 мм. Цвет — зеленоватый. Цветок состоит из гипантия размером 3 мм, чашечки из пяти крошечных чашелистиков, пяти узких пурпурных лепестков размером 3 мм, пяти коротких тычинок и одного пестика.
Плод округлой формы с 3—4 семенами длиной 3 мм и коричневого цвета. Размер плода — 6 мм. Цвет — черноватый. Цвет варьирует от коричневого до пурпурного.

## Использование
В прошлом древние гавайцы использовали хейродендрон трёхпестичный (его плоды, листья и кору) для получения синеватого красителя, с помощью которого затем окрашивали тапа, материю из обработанного луба. Кроме того, плоды дерева входили в рацион таких гавайских птиц, как мохо, попугайной цветочницы и гавайского дрозда.